# Врбно под Прадједом
Врбно под Прадједом (чеш. Vrbno pod Pradědem) град је у Чешкој Републици. Град се налази у управној јединици Моравско-Шлески крај, у оквиру којег припада округу Брунтал.

## Становништво
Према подацима о броју становника из 2014. године град је имао 5.502 становника.